# Babij Jar – Das vergessene Verbrechen
Babij Jar – Das vergessene Verbrechen ist eine deutsch-belarussische Koproduktion eines Films des US-amerikanischen Regisseurs Jeff Kanew aus dem Jahr 2003 über das Massaker von Babyn Jar am 29. und 30. September 1941, bei dem 33.771 Juden von der SS und der Wehrmacht umgebracht wurden.

## Handlung
1941: Am Rand von Kiew wohnen die Familien Lerner und Onufrienko in einem Doppelhaus. Ihre Kinder sind gemeinsam aufgewachsen und die Familien blicken auf eine zwanzigjährige Freundschaft zurück. Zunächst freuen sich die Jugendlichen, als ein Bombeneinschlag alle Fische im Fluss tötet, doch plötzlich befinden sie sich inmitten von Leichen, die im Fluss treiben, denn die anrückenden Deutschen haben an den Juden ein Massaker verübt. Großvater Genadij will das nicht glauben. Er hat für die Deutschen in Berlin als Fotograf gearbeitet und hält große Stücke auf die Deutschen. Seine Verweigerungshaltung wird erst erschüttert, als er Tage später in seinem Stall jüdische Flüchtlinge entdeckt, die von Massakern erzählen. Doch die Familie weigert sich weiterhin vor den anrückenden Deutschen zu fliehen.
Ihre Nachbarin Lena Onufrienko ist schon lange neidisch auf die gebildetere, jüdische Familie. Jetzt schlägt ihr Neid in Gier und Hass um. Sie überlegt sich, dass wenn die Nachbarn fliehen müssten, ihre Tochter die Haushälfte beziehen könnte. Doch für Familie Lerner ist die Flucht nicht so einfach, denn Sascha Lerner wurde im Krieg in die Beine geschossen. Er liegt im Krankenhaus und kann nicht mehr laufen. Erst als Genadij Lerner Augenzeuge wird, wie die Ältesten der Synagoge auf einem Schweinekarren bei lebendigem Leibe verbrannt werden, ändert sich die Situation. Genadij leugnet Jude zu sein, bewirft die Ältesten mit Pferdeäpfeln und kommt so gerade noch mit dem Leben davon. Gemeinsam mit den einquartierten Flüchtlingen planen die Lerners eine gewagte Flucht, doch ihre Pläne werden von der missgünstigen Nachbarin Lena Onufrienko belauscht. In der Zwischenzeit besetzen die deutschen Soldaten Kiew. Viele Bürger, auch Lena Onufrienko heißen sie herzlich willkommen. Dieses Verhalten hat einen Krach zwischen Lena und ihrem Ehemann zur Folge.
Der deutsche Oberst Paul Blobel heckt einen perfiden Plan aus, um die Juden aus Kiew umzubringen. Die Menschen werden an die Schlucht Babyn Jar (dt. Großmütterchen-Schlucht) gebracht, dort registriert und dann in der Schlucht erschossen. Damit die Menschen freiwillig zur Schlucht kommen, wird ihnen erzählt, sie sollen umgesiedelt werden.
Mit der Hilfe von Lena Onufrienkos Sohn Stepan gelingt Familie Lerner und den jüdischen Flüchtlingen eine halsbrecherische Flucht. Stepan hat dem Pferdeschinder ein Pferd und einen Wagen gestohlen. Doch Stepans habgierige Mutter Lena zeigt die flüchtigen Nachbarn bei den Deutschen als Partisanen an. Sie weiß nicht, dass ihr eigener Sohn Stepan die Flüchtenden anführt.
Die Deutschen finden schnell die Fährte der Flüchtigen und stellen sie im Wald. Nur Stepan und Franka, die die Gruppe verlassen haben, um ein Boot zu kaufen, entkommen. Großvater Genadij wird im Wald erschossen, der Rest der Gruppe wird abgeführt. Im Gefängnis heucheln die Deutschen Freundschaft und behaupten, sie hätten festgestellt, es handele sich um einen Irrtum. Aber statt in eine bessere Zukunft geschickt zu werden, landet die Gruppe an der Schlucht und wird erschossen.
Der habgierigen Nachbarin Lena Onufrienko ergeht es nicht viel besser. Sie wird von den Deutschen abgeholt, weil sie eine Falschanzeige gemacht hat. Zur Strafe wird sie in den Strom der Juden geschickt und später erschossen.

## Kritiken
„Ein beklemmendes Drama, dessen aufklärerische und emotionale Wirkung allerdings von der thematisch wie inszenatorisch gleichermaßen überforderten Regie konterkariert wird.“

„Alle Figuren stehen nur für Stereotypen: der hilflose Jude und der Widerstandskämpfer, der Denunziant und der Helfer, der eiskalte Nazi. Für den europäischen Markt hätte man sich doch eine sensiblere Regie gewünscht. Zumal auch die Schauspieler, allen voran Katrin Sass und Michael Degen, hier ganz allein gelassen werden. ‚Babij Jar‘ gewinnt, das ist sein großes Manko, erst dann an Kraft, wenn seine Figuren sich in der Masse des Massakers verlieren.“

„Stärke und Schwäche des Films ist die Tatsache, dass sich Kanew an keiner Stelle darum bemüht, sich dem Mordgeschehen symbolisch zu nähern, wie Roman Polański oder Roberto Benigni. Als ob es noch nie eine Debatte über das Problem der Darstellbarkeit des Holocaust gegeben hätte, filmt Kanew den Schrecken einfach ab. Und kaum ein Stereotyp der Darstellung des Massenmordes darf fehlen – man hätte gedacht, dass so ein Film heute nicht mehr möglich ist. […] So traurig dies alles ist, so sehr es einem nahe geht, bemühen sich die Macher doch darum, in der Geschichte ein paar Hoffnungsschimmer zuzulassen.“